# Siphonophora lineata
Siphonophora lineata är en mångfotingart som beskrevs av Peters 1864. Siphonophora lineata ingår i släktet Siphonophora och familjen Siphonophoridae. Inga underarter finns listade i Catalogue of Life.